# Liste d'élections en 1948
Chronologie des élections
- 1944
- 1945
- 1946
- 1947
- 1948
- 1949
- 1950
- 1951
- 1952

Cette liste recense les élections organisées durant l'année 1948. Elle inclut les élections législatives et présidentielles nationales dans les États souverains, ainsi que les principaux référendums.
Le climat de la guerre froide se fait ressentir sur les élections dans plusieurs pays. En Chine, le gouvernement nationaliste organise les élections du mois de janvier tout en poursuivant la guerre civile contre les communistes. La Corée, de son côté, est scindée entre les forces d'occupation soviétiques au nord et américaines au sud. Chaque moitié de la péninsule organise ses propres élections - relativement démocratiques au sud (mai), et à liste unique dominée par les communistes au nord (août). À l'issue de ces scrutins, les deux républiques coréennes rivales sont proclamées. En Europe, la défaite des communistes aux élections en Italie (avril) et en Finlande (juillet) renforce l'ancrage de ces pays dans le camp occidental. En Tchécoslovaquie, les élections du mois de mai font suite à la prise de pouvoir des communistes par un coup de force en février ; elle se déroulent à liste unique, et produisent un parlement acquis au Parti communiste. En Roumanie, enfin, les partis d'opposition encore tolérés ne peuvent empêcher la victoire de la liste d'union emmenée par les communistes en mars.
En Afrique du Sud (mai), le Parti uni de Jan Smuts est battu par les nationalistes afrikaners du Parti national. Ces élections marquent un tournant historique, et le début des politiques d'apartheid.
Au Costa Rica, l'élection d'une assemblée constituante en décembre vient clore une brève guerre civile et assoit durablement la démocratie dans le pays. Elles mènent par ailleurs à une Constitution qui fait du Costa Rica le premier pays à abolir sa propre armée.

## Par mois

### Janvier
| Date             | Pays                | Élections    | Contexte | Résultats |
| ---------------- | ------------------- | ------------ | --- | --- |
| 21 au 23 janvier | République de Chine | Législatives | Le pays est en guerre civile. Les élections ne se déroulent que dans les zones contrôlées par le gouvernement. | Les élections sont remportées par le Kuomintang (nationaliste, conservateur). Chang Chun demeure premier ministre. |
| 29 janvier       | Siam                | Législatives | Le pays est sous régime militaire.                                                                             | Tous les députés sont élus sans étiquette. L'armée choisit le maréchal Plaek Phibunsongkhram (dit « Phibun »), ancien dictateur militaire fasciste, pour le poste de premier ministre. Pour ce nouveau mandat, il rapproche toutefois son pays des États-Unis. |

### Février
| Date      | Pays       | Élections      | Contexte | Résultats |
| --------- | ---------- | -------------- | -------- | --- |
| 4 février | Irlande    | Législatives   |          | Alternance. Parlement sans majorité. Le parti Fianna Fáil (centriste, populiste), dirigé par le premier ministre Éamon de Valera, perd sa majorité absolue des sièges, tout en conservant la majorité relative. Les partis d'opposition -notamment Fine Gael (centre-droit) et le Parti travailliste (social-démocrate)- parviennent à former un gouvernement de coalition relativement hétéroclite. John A. Costello (Fine Gael) devient premier ministre. |
| 8 février | Costa Rica | Présidentielle |          | Alternance. Otilio Ulate Blanco (Parti d'union nationale : libéral-conservateur) est élu avec 55,3 % des voix face à Rafael Calderón (Parti national républicain : libéral). Ces résultats sont toutefois annulés par le Congrès, où le PNR et ses alliés du Parti de l'avant-garde populaire (communiste) conservent la majorité. Chaque camp accuse l'autre de fraude électorale. Ainsi éclate une brève guerre civile de quarante-quatre jours, faisant quelque 2 000 morts. L'armée rebelle renverse le gouvernement, et instaure l'homme d'affaires José Figueres Ferrer à la tête de l'État. Il établit un droit universel à l'éducation, donne le droit de vote aux femmes et aux illettrés, interdit le PAGB (parti communiste), et abolit l'armée - faisant du Costa Rica le premier pays au monde à se défaire de ses forces armées. Il convoque l'élection d'une assemblée constituante en décembre. Après dix-huit mois, il cède la présidence à Otilio Ulate Blanco. |

### Mars
| Date    | Pays     | Élections    | Contexte | Résultats |
| ------- | -------- | ------------ | --- | --- |
| 28 mars | Roumanie | Législatives | Premières élections après la proclamation de la République socialiste en décembre 1947. Les principaux partis d'opposition ont été dissous, bien qu'une opposition de façade soit encore tolérée de la part de quelques partis. | Le Front démocratique populaire, coalition sous la direction du Parti des travailleurs (marxiste-léniniste), remporte presque tous les sièges. Une poignée de sièges revient à des élus d'opposition. Petru Groza (Front des laboureurs : parti de gauche agrarien membre du Front) demeure premier ministre. |

### Avril
| Date          | Pays              | Élections    | Contexte | Résultats |
| ------------- | ----------------- | ------------ | --- | --- |
| 3 avril       | Samoa             | Législatives | Élection de la première Assemblée législative, pour la mise en place d'une autonomie de cette colonie néo-zélandaise. Les deux tiers des sièges sont réservés aux élus autochtones, et un tiers aux élus des colons. | Les élections sont remportées par le mouvement Mau (indépendantiste). |
| 4 et 11 avril | Algérie française | Législatives | La majorité autochtone n'a droit qu'à une moitié des sièges. Des candidats d'opposition sont arrêtés en amont de l'élection ; les militaires surveillent les électeurs autochtones, privés de vote à bulletin secret ; et un bourrage d'urnes massif par les autorités coloniales falsifie fortement les résultats. | Tandis que près de la moitié des sièges reviennent à des candidats sans étiquette favorables au gouvernement, le Rassemblement du peuple français (droite, gaulliste) est le principal parti à l'assemblée, avec un tiers des sièges. Le Mouvement pour le triomphe des libertés démocratiques (indépendantiste) n'obtient officiellement que neuf sièges sur cent-vingt. |
| 18 avril      | Italie            | Législatives | Ces élections, acrimonieuses, focalisent l'attention de la communauté internationale dans le contexte de la guerre froide, le Parti communiste étant très populaire. Via la CIA, les États-Unis interviennent très activement, distribuant de la propagande anticommuniste et soutenant financièrement les candidats de droite et du centre. L'Union soviétique, de son côté, finance dans une certaine mesure le Parti communiste. | Le parti Démocratie chrétienne (centriste, catholique, atlantiste), qui disposait d'une majorité relative des sièges, obtient cette fois la majorité absolue. Le Front démocratique populaire (alliance des communistes et des socialistes) demeure la principale force d'opposition parlementaire. Alcide De Gasperi (Chrétien-démocrate) demeure premier ministre, à la tête d'un gouvernement de coalition avec le Parti libéral, le parti Unité socialiste (social-démocrate) et le Parti républicain (centriste, laïc, social-libéral). |

### Mai
| Date   | Pays                   | Élections                      | Contexte | Résultats |
| ------ | ---------------------- | ------------------------------ | --- | --- |
| 10 mai | Corée du Sud           | Législatives                   | Élection d'une assemblée constituante. Premières élections nationales de l'histoire de la Corée. Le pays, libéré de l'occupation japonaise à l'issue de la Seconde Guerre mondiale, est sous occupation militaire américaine à cette date. (La Corée du Nord, quant à elle, est sous occupation militaire soviétique.) Ces élections doivent poser les fondements d'une république indépendante. Elles se déroulent uniquement au Sud, les autorités du Nord ayant refusé de s'y associer. Elles sont précédées par plusieurs mois de violences, dans le cadre d'une répression anticommuniste. La répression du soulèvement de Jeju en avril fait des dizaines de milliers de morts. | Parlement sans majorité. Près de la moitié des députés sont élus sans étiquette. Avec plus d'un quart des sièges, l'Association nationale pour la mise en place rapide de l'indépendance coréenne (nationaliste, libérale) est le principal parti à l'assemblée. L'assemblée élit Syngman Rhee (ANMPRIC) à la présidence de l'État. La République de Corée est proclamée le 15 août, sur le territoire du Sud, avec Lee Beom-seok pour premier ministre. La Corée du Nord organise ses premières élections le 25 août. |
| 26 mai | Union d'Afrique du Sud | Législatives                   | Le droit de vote en Afrique du Sud à cette date varie selon les provinces. Seuls les blancs peuvent être élus. Dans tous le pays, tous les blancs, hommes et femmes, ont le droit de vote. Aucune femme non-blanche n'a le droit de vote. Aucun homme non-blanc non plus dans les provinces de Transvaal et d'Orange. Dans la province du Cap et la province de Natal, les hommes non-blancs peuvent voter à condition de savoir lire, et de remplir les conditions d'un suffrage censitaire. Les hommes qui ne sont considérés ni blancs, ni noirs (par exemple, d'origine asiatique) y votent sur les mêmes listes électorales que les blancs ; les noirs, à l'inverse, sont confinés à leur propre liste électorale, et élisent au total trois députés (blancs) pour représenter leurs intérêts. | Alternance. Le Parti uni (conservateur, libéral) du premier ministre Jan Smuts est battu. Le Parti national (droite à extrême-droite, nationalisme afrikaner) obtient une majorité relative des sièges ; il forme un gouvernement de coalition avec le Parti afrikaner, et dispose ainsi de la majorité absolue. Daniel François Malan devient premier ministre. Ces élections marquent un tournant historique : le nouveau gouvernement introduit la politique de l'apartheid, prônant une séparation entière et permanente entre les communautés ethniques, et un gouvernement dont la priorité serait les intérêts des Afrikaners (blancs non-anglophones). L'apartheid du Parti national signifie une consolidation des politiques de ségrégation et de discrimination raciales, alors que le Parti uni prônait au contraire leur assouplissement très graduel. |
| 27 mai | Panama                 | Législatives et présidentielle | | La Commission électorale annonce initialement la victoire du candidat d'opposition Arnulfo Arias (Parti panamiste : droite nationaliste). Sous pression militaire, elle se rétracte et déclare la victoire de Domingo Díaz Arosemena (Parti libéral doctrinaire), le candidat du gouvernement, lui attribuant 38,5 % des voix devant les quatre autres candidats. Les législatives produisent un parlement sans majorité où les libéraux perdent leur majorité absolue des sièges mais conservent la majorité relative. |
| 30 mai | Tchécoslovaquie        | Législatives                   | Ces élections font suite au « Coup de Prague » du mois de février : la démission de presque tous les ministres du gouvernement de coalition à l'exception des communistes et des sociaux-démocrates, menant à la prise d'un pouvoir sans partage par les communistes. Les autres partis sont contraints de se plier à la prédominance du Parti communiste, et sont intégrés à une coalition « Front national » dominée par ces derniers. Les autorités présentent une liste unique de candidats, où les sièges sont répartis par avance entre les différents partis. Les citoyens doivent voter pour ou contre cette liste unique. Le vote à bulletin secret n'est pas garanti. | La liste du Front obtient officiellement 89,2 % de suffrages favorables. Les communistes s'arrogent plus des deux tiers des sièges, les autres revenant aux partis socialistes, sociaux-démocrates ou chrétiens-démocrates qui leur sont désormais soumis. Antonín Zápotocký devient premier ministre. |

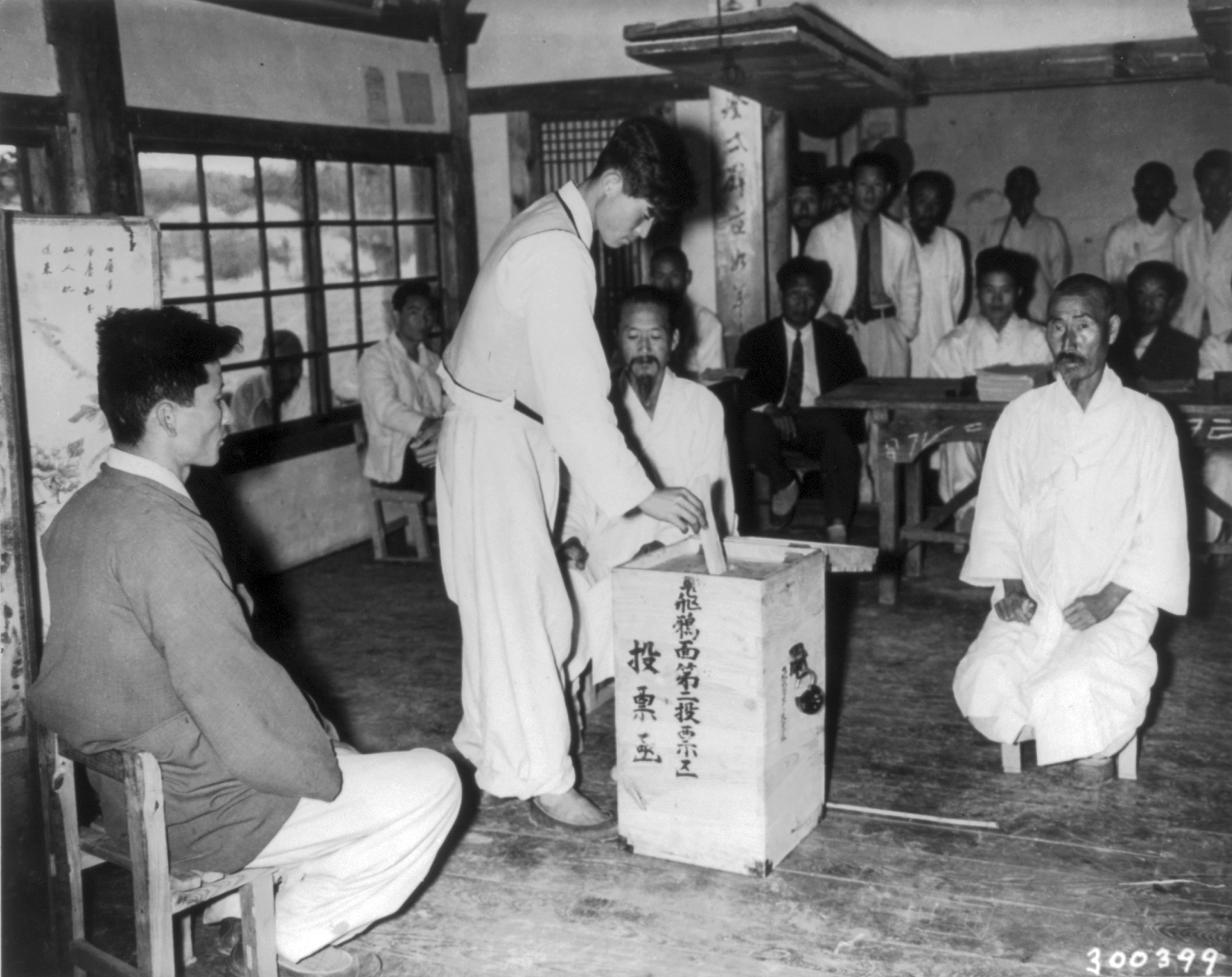
Déroulement des élections en Corée du Sud le 10 mai.

### Juin
| Date     | Pays           | Élections                      | Contexte | Résultats |
| -------- | -------------- | ------------------------------ | --- | --- |
| 1er juin | Cuba           | Législatives et présidentielle | | L'alliance du Parti authentique (corporatiste, national-syndicaliste) et du Parti républicain, qui disposait de la majorité relative à la Chambre des députés et était minoritaire au Sénat, remporte la majorité absolue des sièges aux deux chambres. Son candidat Carlos Prío Socarrás est élu président de la République avec 45,8 % des voix, devant trois autres candidats. |
| 3 juin   | Terre-Neuve    | Référendum                     | 1er tour | - |
| 6 juin   | Équateur       | Présidentielle                 | | Alternance. Galo Plaza Lasso (Mouvement civique démocratique et national) est élu avec 41,1 % des voix, devant deux autres candidats. |
| 15 juin  | Royaume d'Irak | Législatives                   | Ces élections se déroulent durant la guerre israélo-arabe qui fait suite à la proclamation de l'État d'Israël sur l'ancienne Palestine britannique au mois de mai. | La quasi-totalité des sièges reviennent à des candidats sans étiquette. Muzahim al-Pachachi est nommé premier ministre. |

### Juillet
| Date       | Pays        | Élections    | Contexte | Résultats |
| ---------- | ----------- | ------------ | --- | --- |
| 2 juillet  | Finlande    | Législatives | | Parlement sans majorité. La Ligue agraire (agrarienne, centriste) et le Parti social-démocrate obtiennent chacun un quart des sièges, tandis que la Ligue démocratique du peuple (principalement communiste) recule, terminant troisième. Le gouvernement de coalition des partis de gauche n'est pas reconduit ; Karl-August Fagerholm (social-démocrate) succède à Mauno Pekkala (LDP) au poste de premier ministre. Il dirige un gouvernement minoritaire social-démocrate, soutenu dans une certaine mesure par la Ligue agraire. Ces élections contribuent à ancrer la Finlande dans le camp des démocraties occidentales plutôt que dans le camp soviétique. |
| 7 juillet  | Pays-Bas    | Législatives | | Parlement sans majorité. Le Parti populaire catholique (chrétien-démocrate) conserve sa majorité relative des sièges. Willem Drees (Parti travailliste : social-démocrate) parvient néanmoins à former un gouvernement de coalition qui inclut le PPC et deux autres partis de centre-droit, et devient premier ministre. Sous sa direction, un État-providence est mis en place. |
| 22 juillet | Terre-Neuve | Référendum   | 2d tour. Les citoyens sont appelés à décider du statut futur de leur pays. Terre-Neuve à cette date est un dominion, qui a renoncé provisoirement à son indépendance politique en 1934, se plaçant volontairement sous un gouvernement nommé par le Royaume-Uni pour assurer une sortie de la crise économique durant la Grande dépression. L'option de maintenir le statu quo ayant été écartée par les citoyens au premier tour du référendum, ils doivent maintenant choisir entre retrouver leur indépendance ou bien intégrer la fédération canadienne. | La proposition d'union avec le Canada est choisie par 52,3 % des votants. À la suite de négociations avec les autorités canadiennes, Terre-Neuve intègre le Canada le 31 mars 1949, devenant la dixième province du pays. |

Terre-Neuve (en orange) et le Canada.

### Août
| Date    | Pays          | Élections    | Contexte | Résultats |
| ------- | ------------- | ------------ | --- | --- |
| 25 août | Corée du Nord | Législatives | Premières élections dans le Nord de la Corée. Le pays, libéré de l'occupation japonaise à l'issue de la Seconde Guerre mondiale, est sous occupation militaire soviétique à cette date. Le Sud de la Corée s'est proclamé comme république indépendante dix jours plus tôt. Les autorités du Nord revendiquent la totalité de la Corée, et leurs partisans au Sud participent clandestinement au scrutin. Les différents partis politiques sont assemblés en un « Front démocratique pour la réunification de la patrie », qui présente un candidat unique par circonscription. Il ne peut pas y avoir de candidatures d'opposition. Les électeurs doivent simplement approuver ou rejeter le candidat unique qui leur est proposé. | Les candidats du Front remportent tous les sièges, avec officiellement un taux d'approbation général de 98,5 %. Le Parti du travail (marxiste-léniniste) dispose officiellement de moins d'un quart des sièges, mais exerce en réalité le pouvoir sur ses 'alliés'. La République démocratique populaire de Corée est proclamée le 9 septembre, avec Kim Il-sung pour premier ministre. |

### Septembre
| Date         | Pays            | Élections    | Contexte | Résultats |
| ------------ | --------------- | ------------ | --- | --- |
| 15 septembre | Rhodésie du Sud | Législatives | Élections au suffrage censitaire, officiellement sans distinction ethnique. Pour obtenir le droit de vote, une personne doit également savoir lire et écrire en anglais. Ces modalités sont employées pour s'assurer qu'une large majorité de l'électorat demeure blanc, dans un pays où une large majorité de la population est noire. | Le Parti de la Rhodésie unifiée (centre-droit, conservateur, libéral), qui disposait d'une majorité relative des sièges, remporte cette fois la majorité absolue. Godfrey Huggins demeure premier ministre. Le Parti libéral (droite, conservateur, favorable à l'introduction d'une politique d'apartheid d'inspiration sud-africaine) perd plus de la moitié de ses sièges, et entame un déclin terminal. |
| 19 septembre | Suède           | Législatives | | Parlement sans majorité. Les Sociaux-démocrates conservent leur majorité relative des sièges. Tage Erlander demeure premier ministre. |

### Octobre
| Date       | Pays     | Élections                      | Contexte | Résultats |
| ---------- | -------- | ------------------------------ | --- | --- |
| 10 octobre | Honduras | Législatives et présidentielle | Sous la présidence de Tiburcio Carías Andino, le pays est soumis à un régime dictatorial. Pour assurer un semblant de démocratie lors de ces élections, le Parti libéral (principal parti d'opposition) est autorisé à présenter des candidats. Convaincu que l'organisation des élections est frauduleuse, les libéraux boycottent toutefois le scrutin. | Le Parti national (droite) conserve tous les sièges au Congrès. Son candidat Juan Manuel Gálvez, le successeur choisi par Carías, est élu président avec officiellement 99,9 % des voix devant le candidat libéral Angel Zúñiga Huete. |

### Novembre
| Date       | Pays       | Élections                      | Contexte | Résultats |
| ---------- | ---------- | ------------------------------ | -------- | --- |
| 2 novembre | États-Unis | Législatives et présidentielle |          | Alternance au Congrès. Le Parti démocrate (centre-gauche) remporte la majorité absolue des sièges aux deux chambres. Harry S. Truman (démocrate) conserve la présidence de la République avec 49,6 % des suffrages populaires, devant notamment Thomas E. Dewey (Parti républicain). |

### Décembre
| Date       | Pays       | Élections    | Contexte | Résultats |
| ---------- | ---------- | ------------ | --- | --- |
| 5 décembre | Argentine  | Législatives | Élection d'une assemblée constituante, pour appuyer les politiques sociales du président Juan Perón.                                                          | Le Parti justicialiste (péroniste, corporatiste, progressiste) remporte la majorité absolue des sièges. La nouvelle Constitution produite par l'Assemblée en 1949 renforce les pouvoirs de l'exécutif, la protection des acquis sociaux, et le contrôle de l'État sur les ressources naturelles du pays. |
| 8 décembre | Costa Rica | Législatives | Élection d'une assemblée constituante, après la guerre civile et la prise de pouvoir transitoire de José Figueres Ferrer. Le Parti communiste a été interdit. | Le Parti d'union nationale (libéral-conservateur) remporte une très large majorité des sièges. L'assemblée produit une Constitution démocratique en 1949. |